# John FitzAlan, VI conte di Arundel
John FitzAlan (1223 – 1267) fu un signore feudale inglese e conte di Arundel.

## Biografia
Era figlio di John Fitzalan, signore di Oswestry e di Isabel, figlia di William d'Aubigny, III conte di Arundel.
Ottenne il possesso dei territori paterni il 26 maggio 1244 all'età di 21 anni.
Dopo la morte senza figli dello zio materno Hugh d'Aubigny, V conte di Arundel, John ereditò jure matris il castello di Arundel nel 1243 e divenne de jure conte di Arundel.

### Confini gallesi
Nel 1257 il gallese Gwenwynwyn ap Owain, nel sud-est del reame gallese di Powys, chiese l'aiuto di John contro Llywelyn ap Gruffydd. John era un membro superstite delle forze inglesi che erano state sconfitte per mano del Galles a Cymerau nel Carmarthenshire.
Nel 1258 fu uno dei comandanti militari inglesi chiave nelle Marche gallesi e fu chiamato ancora nel 1260 per ulteriori conflitti contro il Galles.
Come conte di Arundel, John doveva affrontare i conflitti tra Enrico III d'Inghilterra e i baroni e combatté accanto al te nella battaglia di Lewes nel 1264, dove venne fatto prigioniero.
Dal 1278 al 1282 i suoi figli furono impegnati nelle ostilità contro i gallesi sul confine, attaccando le terre di Llywelyn, figlio di Gruffydd ap Madog.

### Matrimonio
John sposò Maud de Verdon, figlia di Theobald le Botiller (Boteler) e Rohese o Rohesia de Verdon. Dall'unione nacquero due figli:
- John FitzAlan, VII conte di Arundel.
- HJoan FitzAlan (c.1267-dopo il 6 ottobre 1316), che sposò Sir Richard de Cornwall, un figlio illegittimo di Riccardo di Cornovaglia. Loro discendenti furono gli Howard[2].